# Heart of Midlothian Football Club
El Heart of Midlothian Football Club es un club de fútbol profesional de Edimburgo (Escocia) que juega en la Scottish Premiership. El club disputa sus partidos como local en el Tynecastle Park, situado en el distrito de Gorgie, al oeste de la capital escocesa.
En su palmarés, el Heart cuenta con cuatro campeonatos nacionales de liga, ocho Copas de Escocia y cuatro Copas de la Liga. En 2012 el Heart of Midlothian ganó la Copa de Escocia después de derrotar al Hibernian por 5-1 en la primera final edimburguesa de la historia disputada en 116 años. El uniforme tradicional del club es de color granate con pantalón blanco y medias granates. El escudo es un corazón basado en el Heart of Midlothian («el Corazón de Midlothian»), un mosaico situado en la Royal Mile.
El Heart of Midlothian es uno de los dos principales clubes de la ciudad junto al Hibernian, su rival local y con quien disputa el derbi de Edimburgo. Los apodos de Jam Tarts y Jambos vienen del inglés jam («mermelada»), en referencia al color de su equipación.

## Historia

### Fundación y primeros años
El club fue formado por un grupo de amigos del club de baile Heart of Midlothian. La historia tradicional de la formación fue que el grupo de amigos compraron un balón antes de jugar las reglas del fútbol local en Tron de donde fueron dirigidos por un policía local a los campos de juego. Las reglas del fútbol local eran una mezcla de rugby y fútbol tal como lo conocemos actualmente. En diciembre de 1873 se celebró un partido entre el Queens Park y el Clydesdale en Raimes Park en Bonnington. Esta fue la primera vez que se había visto en Edimburgo un partido de fútbol con las reglas que rigen actualmente. Los miembros de la sala de baile vieron el partido y en 1874 decidieron adoptar estas mismas reglas. El nuevo equipo fue el Heart of Mid-Lothian Football Club. La fecha exacta de la formación del club nunca fue registrada, sin embargo, 1874 es considerado como el año de formación, que es cuando las reglas del fútbol asociación fueron adoptadas por el club, aunque Tom Purdie —el primer capitán del Hearts— afirmó que el club se formó en 1873. La primera mención del Heart of Midlothian en un contexto deportivo es una crónica en el diario The Scotsman del 20 de julio de 1864 de un partido de cricket entre el The Scotsman y el Heart of Mid-Lothian. Se desconoce si este era el mismo club que llegó a formar el club de fútbol, pero era común que los clubes de fútbol en esos días practicasen, también, otras modalidades deportivas.

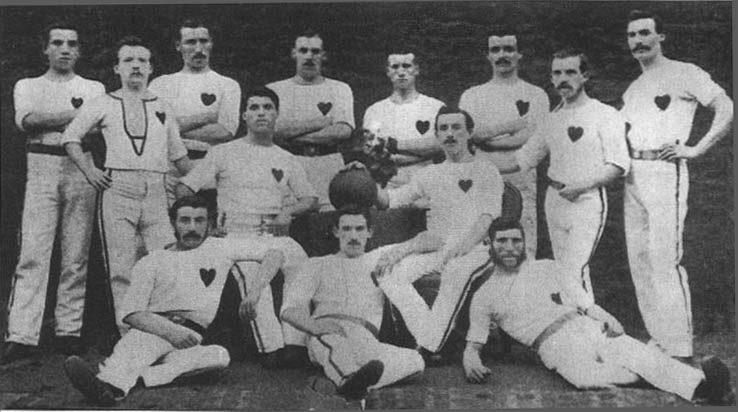
Primer equipo del Hearts en 1875 con uniforme totalmente blanco.

El club tomó su nombre de la cárcel Heart of Midlothian, que fue demolida en 1817, pero se mantiene fresca en la mente la novela de Walter Scott, The Heart of Midlothian.
Liderados por el capitán Tom Purdie, el club jugó sus partidos en East Meadows y, en 1875, se convirtió el Hearts en miembro de la Asociación de Fútbol de Escocia y fueron miembros fundadores de la Asociación de Fútbol de Edimburgo. Al convertirse en miembros de la Asociación Escocesa, los Hearts fueron capaces de jugar en la FA Cup por primera vez. Jugar contra Third Edinburgh Rifle Volunteers en octubre de 1875, en Craigmount Park, Edimburgo. El partido terminó en un empate sin goles, por lo que se disputó un partido de desempate en los prados que a su vez terminó, nuevamente, en empate a cero. Bajo las reglas de ese momento, ambos clubes avanzaron a la siguiente ronda y los Hearts perdieron ante Drumpellier en la siguiente ronda.
En la temporada 1884-85, los clubes de Escocia se esforzaban por atraer a jugadores locales, que emigraban a Inglaterra debido al estado de profesionalización del fútbol allí. Después de una victoria por 11-1 en la Copa de Escocia sobre Dunfermline, se levantó una protesta contra el club por alinear a dos jugadores profesionales. Los Hearts fueron suspendidos por la SFA durante dos años, ya que estaba en contra de las reglas en ese momento y, al hacerlo, se convirtieron en el primer club en ser suspendido. Sin embargo, tras un cambio del comité de clubes, el club fue readmitido.
El Hearts tuvo un éxito considerable en los primeros años de la Liga Escocesa de Fútbol, ganando el campeonato de la liga en 1895 y 1896. También ganó cuatro Copas de Escocia en un período de 15 años desde 1891 hasta 1906. También obtuvo su primera copa internacional al ganar en 1902 la "Football World Championship"

### Hearts en la Primera Guerra Mundial

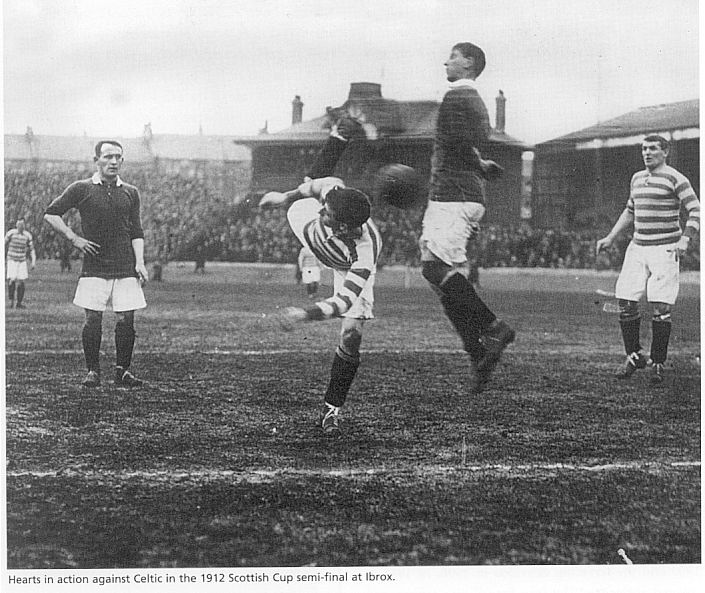
Partido de Copa en 1912 entre el Celtic y el Hearts.

En noviembre de 1914, el Heart of Midlothian lideró cómodamente la First Division, después de haber comenzado la temporada 1914-15 con ocho victorias consecutivas, incluyendo una victoria por 2-0 ante los vigentes campeones del Celtic.
Esta racha coincidió con el inicio de la Primera Guerra Mundial y el comienzo de un debate público sobre la moralidad de si el fútbol profesional debía continuar mientras los jóvenes soldados morían en el frente de combate. Se presentó una moción ante la Asociación Escocesa de Fútbol para aplazar la temporada mediante el presidente del Airdrieonians Thomas Forsyth declarando que "jugar al fútbol, mientras nuestros hombres están luchando, es repugnante". Aunque la moción fue derrotada en las urnas, y mientras que la SFA optó por esperar el consejo de la Oficina de Guerra, el famoso filántropo del este de Londres, Frederick Charrington, estaba orquestando una campaña pública para detener el fútbol profesional en Gran Bretaña, logrando un gran apoyo popular a su causa.

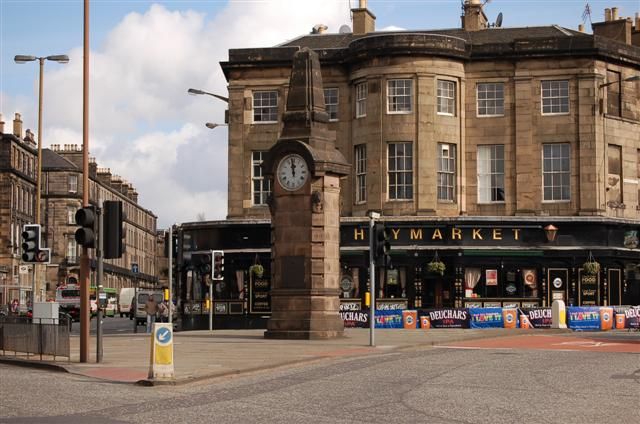
El memorial del Hearts en Haymarket, Edimburgo.

La táctica principal de la campaña de Charrington era avergonzar a los futbolistas y funcionarios a través de denuncias públicas y privadas. En respuesta, dieciséis jugadores de los Hearts se alistaron al nuevo batallón voluntario de Sir George McCrae, uniéndose en masa el 25 de noviembre de 1914. El batallón se convirtió en el 16º Regimiento Real Escocés y fue el primero en ganar el apodo del "batallón de los futbolistas". El grupo de voluntarios también contenía unos 500 aficionados del Hearts y dueños de entradas, 150 seguidores del Hibernian y un número de futbolistas profesionales del Raith Rovers, Falkirk y Dunfermline. La formación militar fue añadida, así, al entrenamiento del régimen de los jugadores del Hearts y el equipo tuvo una carrera de 20 partidos invictos entre octubre y febrero. Sin embargo, el cansancio por el esfuerzo del ejército, dos veces incluyendo marchas nocturnas de 10 horas la noche antes de un partido de la liga, con el tiempo llevó a una caída en la forma, ya que varios jugadores alistados se perdieron partidos clave. Derrotas ante el St Mirren y Morton permitieron al Celtic dar caza a los Maroons ("marrones", uno de los apodos del Hearts) y llevar a Glasgow el título de liga por 4 puntos.
Finalmente, la guerra se cobró la muerte de siete futbolistas del primer equipo: Duncan Currie, John Allan, James Boyd, Tom Gracie, Ernest Ellis, James Speedie y Harry Wattie.
Hay dos monumentos de guerra para conmemorar este período. El Memorial de la Gran Guerra del Batallón de McCrae en la localidad francesa de Contalmaison y el Monumento a los Caídos del Heart of Midlothian en Haymarket, Edimburgo, donado a la ciudad por el club en 1922. También fue propuesto un monumento que conmemora el equipo de 1914 del Hearts por el propio club. Cada año se realiza una peregrinación de los aficionados al fútbol a Contalmaison, mientras que el Hearts celebra sus servicios religiosos en Haymarket y en Tynecastle Stadium.

### Era de Tommy Walker y finales desigloXX
El club estuvo desde 1906 hasta 1954 sin ganar un trofeo importante antes de disfrutar de una década de éxito entre 1954 y 1963. Bajo la dirección de Tommy Walker, el Hearts ganó la Liga en dos ocasiones, en 1958, con un récord de 62 puntos y 132 goles a favor (aún el récord escocés) y solo 29 goles en contra en 34 partidos, y en 1960. El Hearts también ganó la Copa de Escocia en 1956 y la Copa de la Liga en cuatro ocasiones, en 1954, 1958, 1959 y 1962. En este período glorioso para el club, ya legendario, destacaron nombres como Alfie Conn, Sr., Willie Bauld, Jimmy Wardhaugh (el Trío Terrible), John Cumming, Dave Mackay y Alex Young. En 1964-65 el Hearts perdió 2-0 con el Kilmarnock en la última jornada de la temporada para perder el título de liga con ellos por diferencia de goles. Posteriormente, el Hearts fue fundamental para forzar a un cambio de utilizar la diferencia de goles a nivel de equipos separados por puntos que, irónicamente, fue una desventaja para el club en 1985-86.
Desde mediados de 1960 el Hearts entró en declive. Los jugadores más notables de la década de 1970 fueron Jim Cruickshank, Donald Ford y Drew Busby y Alan Anderson. Después de la llegada de los diez equipos de la Premier División en 1975, el Hearts fue descendido por vez primera en 1977. Sin embargo, en 1978 y tras solo una temporada en First Division volvió a la máxima categoría, pero no tardó en convertirse en un equipo ascensor en ese periodo. El mayor problema para el Hearts en este momento era una estructura de la compañía que resultaba anticuada, lo que era un desincentivo para cualquier persona a invertir en el club. El consejo de administración finalmente dimitió después de que el Hearts no pudo ascender a la Premier Division.
La llegada del presidente Wallace Mercer llevó a un renacimiento de la fortuna del club. El club estuvo a siete minutos de ganar la liga en 1986, ya que necesitaba un empate en el último partido de la temporada fuera en Dundee. Dos goles de Albert Kidd (Dundee) junto con una victoria del Celtic contra St Mirren significó la derrota final del Hearts por diferencia de goles. El Hearts sería subcampeón nuevamente en 1988 y 1992.
A principios de 1990 el club luchó por hacerse con un entrenador comprometido. En un período de dos años, Joe Jordan, Sandy Clark y Tommy McLean fueron despedidos. Uno de los pocos puntos brillantes en este período fue la racha de 22 partidos consecutivos sin conocer la derrota contra el eterno rival, el Hibernian, incluyendo el triunfo por 2-1 en la cuarta ronda de la Copa escocesa en 1994 en Easter Road, con Wayne Foster anotando el gol de la victoria.
En 1998, el Hearts venció al Rangers 2-1 en la final de la Copa de Escocia bajo la dirección de Jim Jefferies, con un penalti convertido en el minuto 1 por Colin Cameron y un gol en la segunda parte de Stephane Adam.

### sigloXXIy llegada de Romanov
En las últimas temporadas, el Hearts, por lo general, estuvo compitiendo por el tercer puesto en la Premier League escocesa. Terminaron terceros en 2003 y 2004, y llegó a la fase de grupos inaugural de la Copa de la UEFA 2004-05, pero terminó último de su grupo, a pesar de la victoria sobre el FC Basel. Durante la temporada 2004-05 terminó quinto en la liga.
En 2004, el entonces director general del club Chris Robinson anunció planes para vender Tynecastle, que según él "no era apto para su propósito", y mudar al Hearts a Murrayfield, alquilándole el estadio a la Unión Escocesa de Rugby. Esta medida se consideró necesaria debido a la deuda cada vez mayor del club. La medida fue muy impopular entre los aficionados y una campaña, titulada Save Our Hearts, fue creada para tratar de bloquear la iniciativa. Como Robinson y sus seguidores tenían una ligera mayoría de las acciones del club, se llegó a un acuerdo preliminar para vender el estadio con la compañía de desarrollo Cala, por poco más de 20 millones de libras.
En medio de las dificultades financieras del Hearts en agosto de 2004, el multimillonario ruso-lituano Vladimir Romanov entró en conversaciones con los responsables del Hearts en lo que se denominó como la "Revolución Romanov". Romanov ya había hecho intentos fallidos de comprar el Dundee United, el Dundee FC y el Dunfermline, pero Romanov ofreció la posibilidad de que el club se alojase en un remodelado Tynecastle, lo que era muy atractivo para los aficionados del club. A finales de septiembre de 2004 Chris Robinson accedió a vender su participación del 19,6% a los Romanov. Romanov llamó a una reunión general extraordinaria en enero de 2005 para que el club aprobase una moción para ejercer la cláusula de escape en el trato con Cala Homes. El respaldo de Leslie Deans y los hermanos McGrail significaba que la moción fue aprobada con el apoyo de más del 70%. La venta de acciones de Robinson fue terminada el 2 de febrero de 2005 después de que Romanov hizo garantías financieras para que el club pudiese seguir operando sin la venta de Tynecastle. Esta venta resultó en una participación mayor de Romanov al 29,9%, dándole un control eficaz del club. Romanov aumentó su participación en el Hearts al 55,5% el 21 de octubre de 2005, y se ofreció a comprar el resto de las acciones. El presidente George Foulkes vendió sus acciones a los Romanov y animó a otros a hacer lo mismo. Romanov finalmente aumentó su participación mayoritaria en el Hearts al 82%.

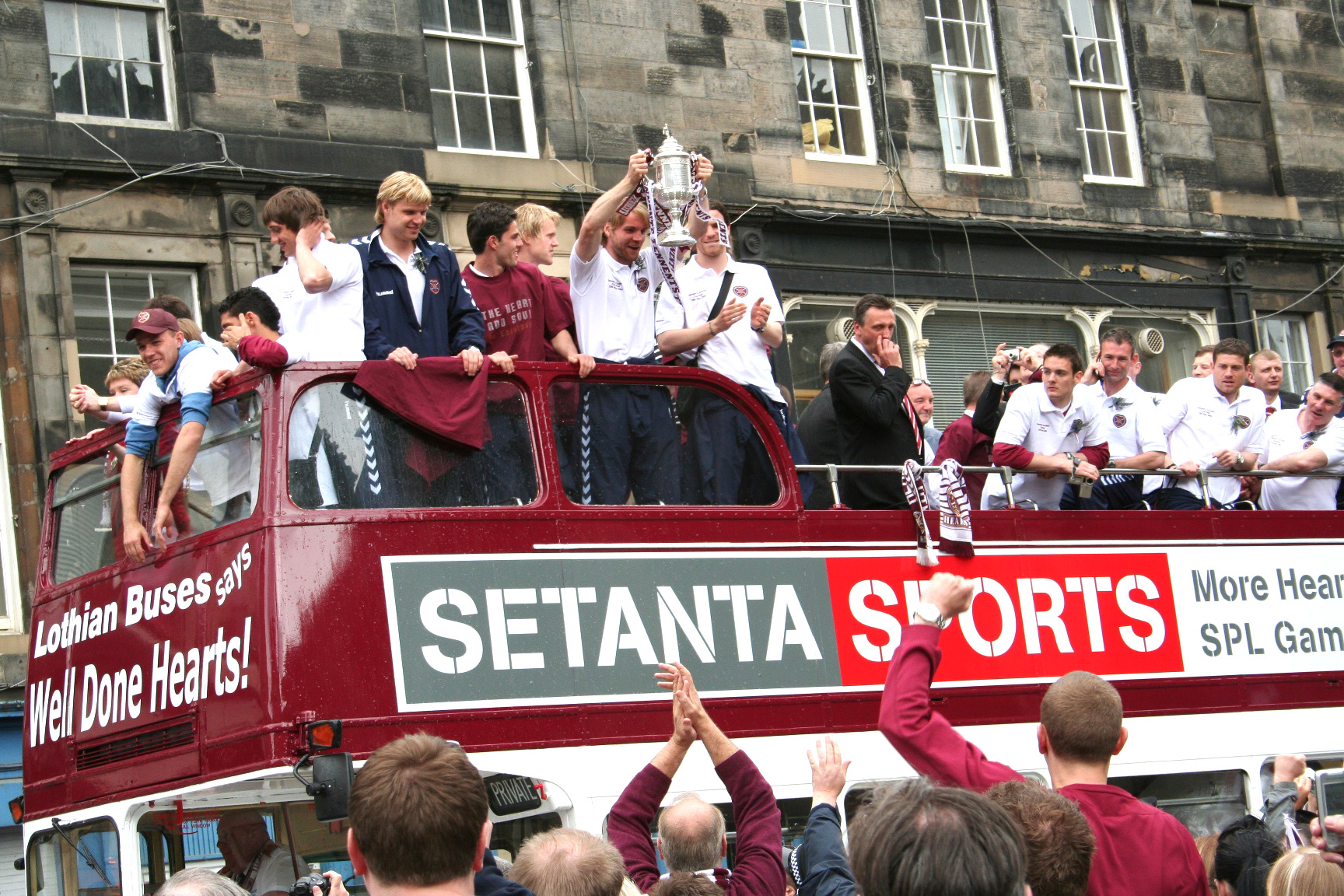
El equipo celebra la Copa de Escocia 2006.

La gestión de Romanov de la deuda del club se convirtió en un motivo de preocupación. Durante su toma de posesión, Romanov se comprometió a erradicar la deuda del club. Poco después de que la toma de posesión se completase, la deuda fue transferida de HBOS y SMG a las instituciones financieras controladas por Romanov, Ūkio bankas y UBIG. A finales de julio de 2007 el club tenía 36 millones de libras en deudas. El 7 de julio de 2008, el Hearts emitió una declaración que indicaba que el club emitiría deudas por acciones con el fin de reducir la deuda en 12 millones de libras; otra cuestión que se completó en 2010. Desde la adquisición del Hearts por parte de Romanov, se ha dejado de pagar salarios a los jugadores a tiempo en varias ocasiones, y recibió la amenaza de la administración dos veces debido a falta de pago de facturas, que finalmente se solucionó en agosto de 2011. Los resultados publicados para el ejercicio que terminaba el 31 de julio de 2010 mostró que el Hearts había logrado firmar un pequeño beneficio por primera vez desde 1999, aunque todavía el club se encontraba muy endeudado.
El primer entrenador del Hearts en la era Romanov fue George Burley, que fue nombrado durante la temporada por el nuevo jefe ejecutivo Phil Anderton, que había sustituido a Chris Robinson como ejecutivo. Con su nuevo entrenador y fichajes, el Hearts tuvo un gran comienzo en la temporada 2005-06. El equipo ganó sus primeros ocho partidos de liga, igualando el récord del club establecido en 1914. Sin embargo, Romanov sorprendió al fútbol escocés despidiendo a George Burley al día siguiente, mientras que el Hearts se encontraba líder de la SPL, en la que, finalmente, terminaron segundos. Los aficionados del Hearts fueron esperaron un "entrenador de primera clase" que reemplazaría a Burley. Kevin Keegan, Bobby Robson, Claudio Ranieri y Ottmar Hitzfeld fueron vinculados con el puesto vacante. Anderton, que había estado realizando los acercamientos a estos entrenadores, fue despedido por Romanov el 31 de octubre de 2005. Foulkes, que habían ayudado a traer al club a Romanov, en primer lugar, renunció en protesta por el despido de Anderton. Romanov sustituyó a ambos con su hijo, Roman Romanov. Esto ha demostrado ser una característica de su tiempo en el club, pasando por nueve entrenadores en siete años. El cambio de dirección más reciente se produjo el 1 de agosto de 2011, cuando Jim Jefferies fue despedido durante su segunda etapa en el club y reemplazado por el exentrenador del Sporting CP Paulo Sérgio.
Romanov dijo que su objetivo final es que los corazones de ganasen la Liga de Campeones. El Hearts compitió en la Liga de Campeones durante la temporada 2006-07, pero solo llegó hasta la segunda ronda de clasificación antes de acabar en la Copa de la UEFA. Desde entonces, el Hearts no ha podido acabar con el dominio de la Old Firm para volver a clasificarse para la Liga de Campeones. En las temporadas recientes, el objetivo del Hearts ha sido, como mínimo, terminar tercero. Romanov también es propietario de los clubes lituanos FBK Kaunas y el bielorruso FC Partizan Minsk. Varios jugadores han sido cedidos por el FBK Kaunas al Hearts desde que Romanov adquiriese el control del club.

## Colores y escudo

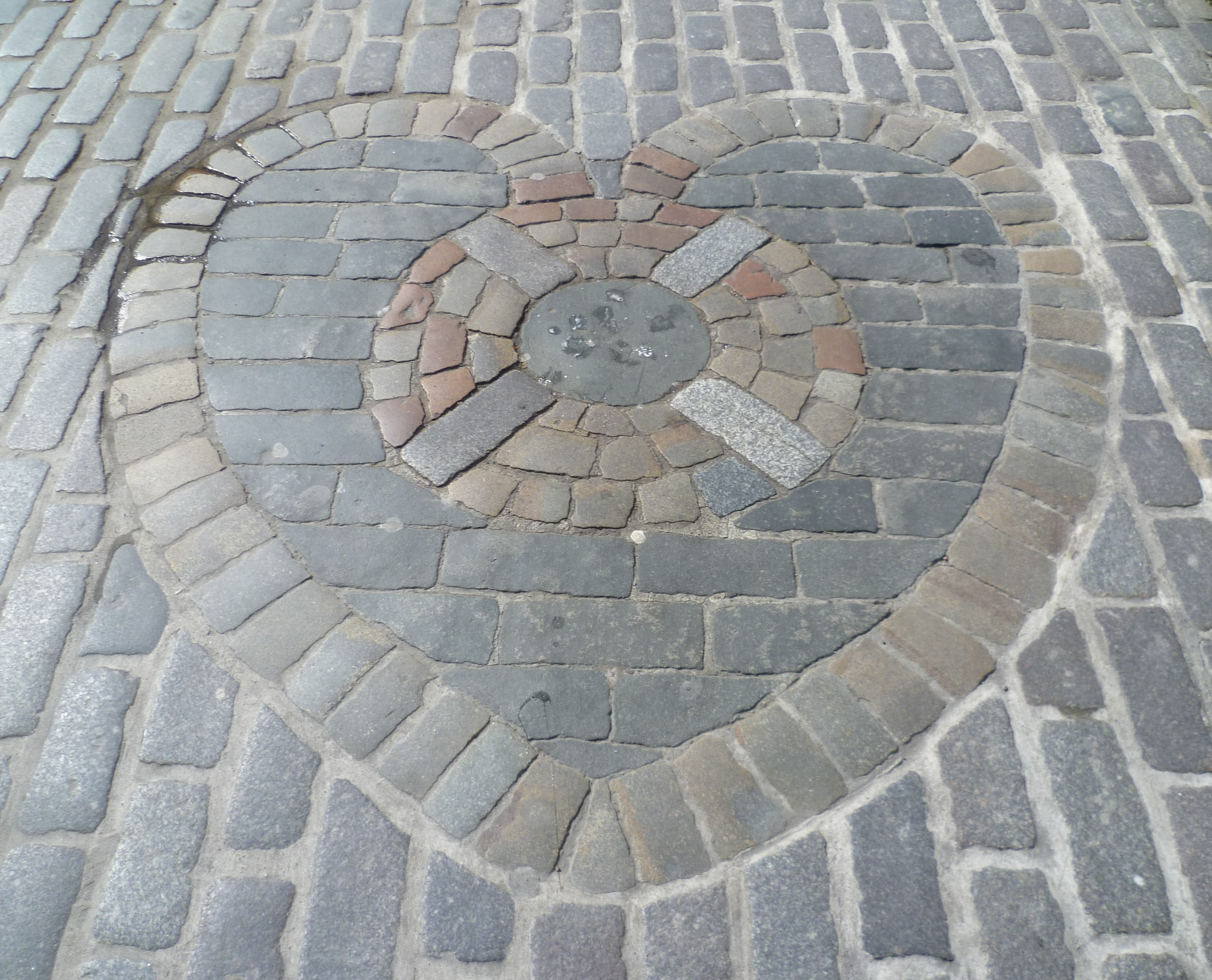
El mosaico en el cual está basado el escudo del club.

El uniforme original del Hearts en fútbol era camiseta totalmente blanca y pantalones con adornos de color granate, y un corazón cosido en el pecho. Sin embargo, una temporada jugaron con camisetas a rayas rojas, blancas y azules. Estos eran los colores de un club llamado St. Andrew, que había tomado su nombre y los colores de la Universidad de St Andrews, y que había absorbido el Hearts. Desde entonces, los colores del club predominantes han sido el granate y el blanco. La camiseta es tradicionalmente granate con el cuello blanco, a pesar de la camiseta principal tuvo gran cantidad de blanco en la temporada 2010-11. Los pantalones cortos son normalmente blancos, aunque el granate fue utilizado en la temporada 2008-09. Las medias son normalmente granates con algún detalle blanco.
El uniforme de inicio actual del Hearts es todo granate con cuello blanco. El unforme está patrocinado por Wonga.
El escudo del club es un corazón, con base en el mosaico del Heart of Midlothian en la Royal Mile.

## Estadio
Tras la fundación del Heart of Midlothian en 1874, el club jugó en diferentes sitios, como the Meadows, Powburn y Powderhall. El club se trasladó primero a la zona de Gorgie, en el oeste de Edimburgo, en 1881. Este terreno se encontraba en el lugar de la actual Wardlaw Street y Wardlaw Terrace. Dado que este sitio era entonces considerado como "a las afueras de la ciudad", el Heart a menudo organizaba dos partidos por el precio de uno, o fijaba un precio de entrada muy inferior al de sus rivales del derby de Edimburgo, los Hibs.

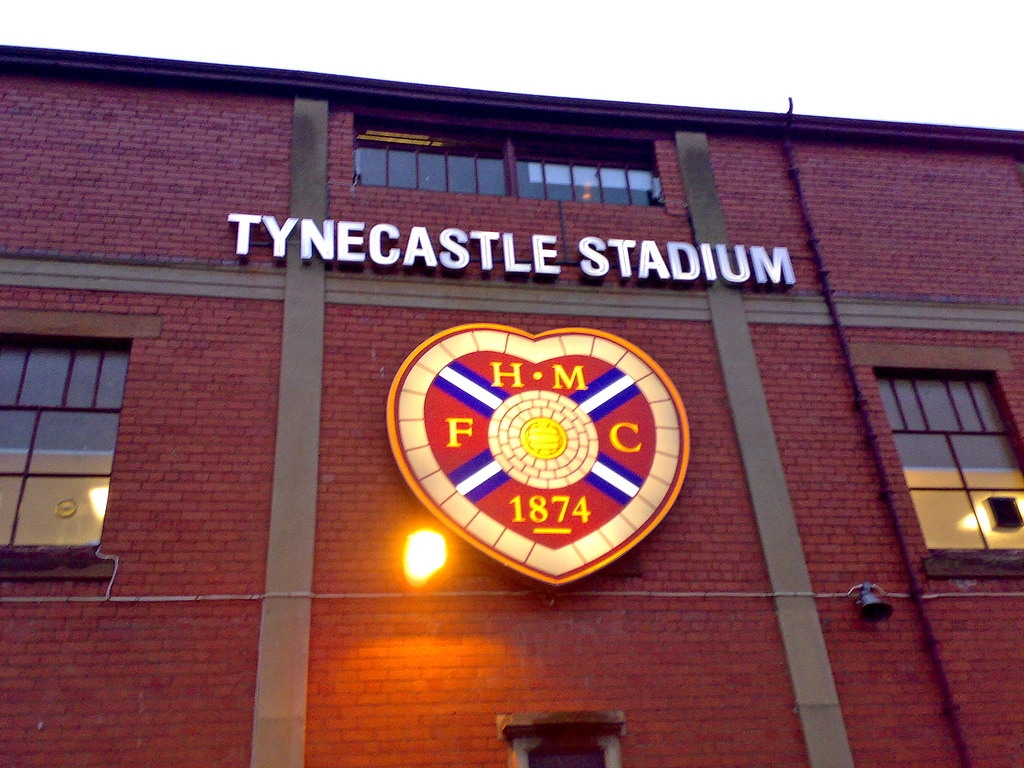
Escudo del Hearts en Tynecastle, hogar del club desde 1886.

En 1886, con la ciudad continuamente creciendo, las viviendas sustituyeron el antiguo terreno de juego y los Hearts se trasladaron a Gorgie hacia su sitio actual, que fue arrendado a la Corporación Edimburgo. El Heart jugó un amistoso contra el Bolton Wanderers para inaugurar su nuevo Tynecastle Stadium el 10 de abril de 1886. El primer partido oficial de la Scottish Football League tuvo lugar el 23 de agosto de 1890, cuando los Hearts perdieron 5-0 ante el Celtic.
Tynecastle sufrió cambios sustanciales en el siglo XX. Una pequeña tribuna y un pabellón se construyeron en 1903. Las tribunas de gradas aumentaron en gran medida en 1906, dando una capacidad total de 61 784 espectadores. Las dos gradas antiguas y el pabellón fueron reemplazados en 1914 por una gran tribuna del largo del terreno de juego (la actual Tribuna Principal), diseñado por el renombrado arquitecto Archibald Leitch.
Los directivos y responsables del Heart consideraron mudarse a Murrayfield Stadium, que se había abierto en 1925. También hubo una propuesta de pasar a un nuevo estadio en Sighthill. Sin embargo, el inicio de la Segunda Guerra Mundial interrumpió estos planes. El Heart, finalmente, compró el estadio en 1926. Durante los próximos cuatro años, las tribunas se ampliaron usando la ceniza de los patios cercanos del ferrocarril de Haymarket. En 1927, el club dio permiso a la BBC para transmitir los partidos desde el césped.
En 1951 se construyeron tribunas de cemento y Tynecastle se convirtió en el primer estadio de cemento de Escocia en 1954. Tras la modernización del estadio, los arquitectos del club dijeron que la capacidad era de 54 359 espectadores, pero por razones de seguridad solo 49 000 entradas se imprimían para los grandes partidos. Los reflectores fueron instalados en Tynecastle en 1957. La última gran reforma se realizó tras la publicación del Informe Taylor, que exigía que todos los principales estadios deportivos británicos instalasen asientos en todo su aforo, en agosto de 1994.

## Entrenadores
- Peter Fairley (1901–1903)[83]
- William Waugh (1903–1908)[83]
- James McGhee (1908–1909)[83]
- John McCartney (1910–1919)[83]
- Willie McCartney (1919–1935)[83]
- David Pratt (1935–1937)[83]
- Frank Moss (1937–1940)[83]
- David McLean (1941–1951)[83]
- Tommy Walker (1951–1966)[83]
- John Harvey (1966–1970)[83]
- Bobby Seith (1970–1974)[83]
- John Hagart (1974–1977)[83]
- Willie Ormond (1977–1980)[83]
- Bobby Moncur (1980–1981)[83]
- Tony Ford (1981)[83]
- Alex MacDonald (1982–1986)[84]
- Sandy Jardine y  Alex MacDonald (1986–1988)[85]
- Alex MacDonald (1988–1990)[86]
- Joe Jordan (1990–1993)[87]
- Sandy Clark (1993–1994)[88][89]
- Tommy McLean (1994–1995)[90]
- Jim Jefferies (1995–2000)[91]
- Craig Levein (2000–2004)[92]
- John Robertson (2004–2005)[93]
- George Burley (2005)[94]
- Graham Rix (2005–2006)[95][96]
- Valdas Ivanauskas (2006–2007)[97][98]
- Anatoliy Korobochka (2007–2008)
- Stephen Frail (2008)[99]
- Csaba Laszlo (2008–2010)[100][101]
- Jim Jefferies (2010–2011)[102][103]
- Paulo Sérgio (2011–2012)[104]
- John McGlynn (2012-2013)[105]
- Darren Murray (2013)
- Gary Locke (2013-2014)[106]
- Robbie Neilson (2013-2016)[107]
- Jon Daly (2016)
- Ian Cathro (2016-2017)[108]
- Jon Daly (2017)
- Craig Levein (2017–2019)[109]
- Austin MacPhee (2019)
- Daniel Stendel (2019–2020)
- Robbie Neilson (2020–2023)
- Steven Naismith (2023)
- Frankie McAvoy (2023)
- Steven Naismith (2023-2024)
- Neil Critchley (2024-2025)
- Derek McInnes (2025-presente)

## Palmarés

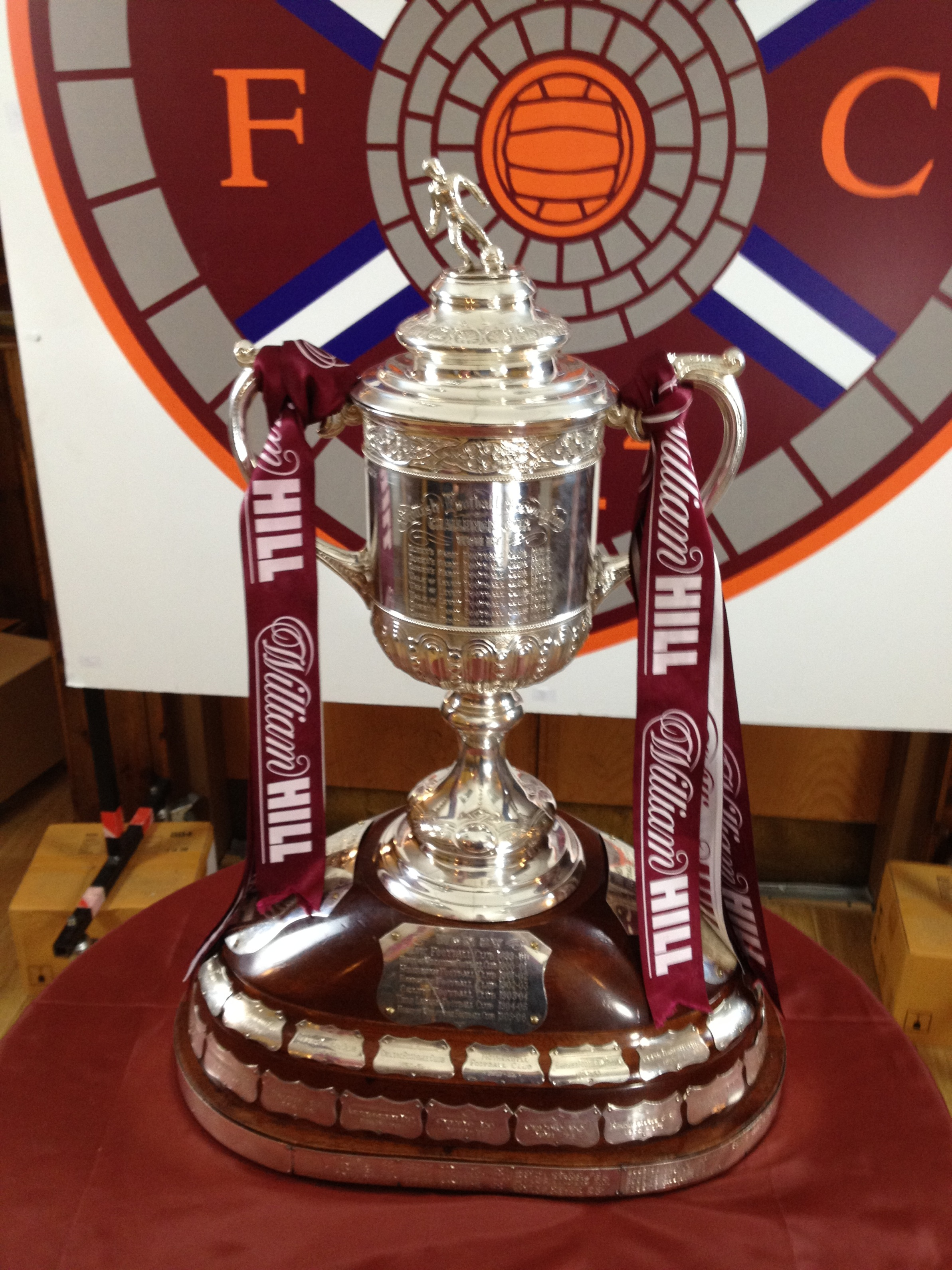
La Copa de Escocia. Tiene listones marrón y blanco debido a que el Heart of Midlothian derrotó 5–1 a sus rivales de Edimburgo, el Hibernian, en la final del 2012.

### Títulos nacionales
- Liga de Escocia (4): 1894-95, 1896-97, 1957-58, 1959-60
- Copa de Escocia (8): 1890-91, 1895-96, 1900-01, 1905-06, 1955-56, 1997-98, 2005-06, 2011-12
- Copa de la Liga de Escocia (4): 1954-55, 1958-59, 1959-60, 1962-63
- Segunda División de Escocia (3): 1979-80, 2014-15, 2020-21

## Participación en competiciones europeas
| Competicion UEFA | Competicion UEFA  | Competicion UEFA | Competicion UEFA         | Competicion UEFA  | Competicion UEFA | Competicion UEFA |
| Temporada        | Competición       | Ronda            | Club                     | Cómputo global    | Ida              | Vuelta           |
| ---------------- | ----------------- | ---------------- | ------------------------ | ----------------- | ---------------- | ---------------- |
| 1958/59          | Copa de Europa    | Q                | Standard Liege           | 3-6               | 1-5 (U)          | 2-1 (T)          |
| 1960/61          | Copa de Europa    | Q                | SL Benfica               | 1-5               | 1-2 (T)          | 0-3 (U)          |
| 1961/62          | Copa de Ferias    | 1R               | Union St.-Gilloise       | 5-1               | 3-1 (U)          | 2-0 (T)          |
|                  |                   | 1/8              | Internazionale           | 0-5               | 0-1 (T)          | 0-4 (U)          |
| 1963/64          | Copa de Ferias    | 1R               | Lausanne Sports          | 4-4 BW 2-3 nv (U) | 2-2 (U)          | 2-2 (T)          |
| 1965/66          | Copa de Ferias    | 2R               | Vålerenga IF             | 4-1               | 1-0 (T)          | 3-1 (U)          |
|                  |                   | 1/8              | Real Zaragoza            | 5-5 BW 0-1 (U)    | 3-3 (T)          | 2-2 (U)          |
| 1976/77          | Recopa de Europa  | 1R               | 1. FC Lokomotive Leipzig | 5-3               | 0-2 (U)          | 5-1 (T)          |
|                  |                   | 1/8              | Hamburger SV             | 3-8               | 2-4 (U)          | 1-4 (T)          |
| 1984/85          | UEFA Cup          | 1R               | Paris Saint-Germain      | 2-6               | 0-4 (U)          | 2-2 (T)          |
| 1986/87          | UEFA Cup          | 1R               | Dukla Praga              | 3-3 u             | 3-2 (T)          | 0-1 (U)          |
| 1988/89          | UEFA Cup          | 1R               | St. Patrick's Athletic   | 4-0               | 2-0 (U)          | 2-0 (T)          |
|                  |                   | 2R               | FK Austria Wien          | 1-0               | 0-0 (T)          | 1-0 (U)          |
|                  |                   | 1/8              | Velež Mostar             | 4-2               | 3-0 (T)          | 1-2 (U)          |
|                  |                   | 1/4              | FC Bayern München        | 1-2               | 1-0 (T)          | 0-2 (U)          |
| 1990/91          | UEFA Cup          | 1R               | Dniepr Dniepropetrovsk   | 4-2               | 1-1 (U)          | 3-1 (T)          |
|                  |                   | 2R               | Bologna FC 1909          | 3-4               | 3-1 (T)          | 0-3 (U)          |
| 1992/93          | UEFA Cup          | 1R               | Slavia Praga             | 4-3               | 0-1 (U)          | 4-2 (T)          |
|                  |                   | 2R               | Standard Liege           | 0-2               | 0-1 (T)          | 0-1 (U)          |
| 1993/94          | UEFA Cup          | 1R               | Atlético Madrid          | 2-4               | 2-1 (T)          | 0-3 (U)          |
| 1996/97          | Recopa de Europa  | Q                | Estrella Roja Belgrado   | 1-1 u             | 0-0 (U)          | 1-1 (T)          |
| 1998/99          | Recopa de Europa  | Q                | Lantana Tallinn          | 6-0               | 1-0 (U)          | 5-0 (T)          |
|                  |                   | 1R               | RCD Mallorca             | 1-2               | 0-1 (T)          | 1-1 (U)          |
| 2000/01          | UEFA Cup          | Q                | ÍBV Vestmannaeyjar       | 5-0               | 2-0 (U)          | 3-0 (T)          |
|                  |                   | 1R               | VfB Stuttgart            | 3-3 u             | 0-1 (U)          | 3-2 (T)          |
| 2003/04          | UEFA Cup          | 1R               | Željezničar              | 2-0               | 2-0 (T)          | 0-0 (U)          |
|                  |                   | 2R               | Girondins de Bordeaux    | 1-2               | 1-0 (U)          | 0-2 (T)          |
| 2004/05          | UEFA Cup          | 1R               | SC Braga                 | 5-3               | 3-1 (T)          | 2-2 (U)          |
|                  |                   | Grupo A          | Feyenoord                | 0-3               | 0-3 (U)          |                  |
|                  |                   | Grupo A          | FC Schalke 04            | 0-1               | 0-1 (T)          |                  |
|                  |                   | Grupo A          | FC Basel                 | 2-1               | 2-1 (U)          |                  |
|                  |                   | Grupo A (5e)     | Ferencvárosi TC          | 0-1               | 0-1 (T)          |                  |
| 2006/07          | Champions League  | 2Q               | Široki Brijeg            | 3-0               | 3-0 (T)          | 0-0 (U)          |
|                  |                   | 3Q               | AEK Atenas               | 1-5               | 1-2 (T)          | 0-3 (U)          |
| 2006/07          | UEFA Cup          | 1R               | Sparta Praga             | 0-2               | 0-2 (T)          | 0-0 (U)          |
| 2009/10          | Europa League     | Play-off         | GNK Dinamo Zagreb        | 2-4               | 0-4 (U)          | 2-0 (T)          |
| 2011/12          | Europa League     | 3Q               | Paksi SE                 | 5-2               | 1-1 (U)          | 4-1 (T)          |
|                  |                   | Play-off         | Tottenham Hotspur FC     | 0-5               | 0-5 (T)          | 0-0 (U)          |
| 2012/13          | Europa League     | Play-off         | Liverpool FC             | 1-2               | 0-1 (T)          | 1-1 (U)          |
| 2016/17          | Europa League     | 1Q               | FC Infonet               | 6-3               | 2-1 (T)          | 4-2 (U)          |
|                  |                   | 2Q               | Birkirkara FC            | 1-2               | 0-0 (U)          | 1-2 (T)          |
| 2022/23          | Europa League     | Play-off         | FC Zürich                | 1-3               | 1-2 (U)          | 0-1 (T)          |
| 2022/23          | Conference League | Grupo A          | ACF Fiorentina           | 1-8               | 0-3 (T)          | 1-5 (U)          |
|                  |                   | Grupo A          | FK RFS                   | 4-1               | 2-0 (U)          | 2-1 (T)          |
|                  |                   | Grupo A          | Istanbul Başakşehir      | 1-7               | 0-4 (T)          | 1-3 (U)          |
| 2023/24          | Conference League | 3Q               | Rosenborg BK             | 4-3               | 1-2 (U)          | 3-1 (T)          |
|                  |                   | Play-off         | PAOK Salonica            | 1-6               | 1-2 (T)          | 0-4 (U)          |
| 2024/25          | Europa League     | Play-off         | FC Viktoria Pilsen       | 0-2               | 0-1 (U)          | 0-1 (T)          |
| 2024/25          | Conference League | Fase Liga        | FK Dinamo Minsk          | -                 |                  |                  |
| 2024/25          | Conference League | Fase Liga        | Omonia Nicosia           | -                 |                  |                  |
| 2024/25          | Conference League | Fase Liga        | FC Heidenheim            | -                 |                  |                  |
| 2024/25          | Conference League | Fase Liga        | Cercle Brugge            | -                 |                  |                  |
| 2024/25          | Conference League | Fase Liga        | FC Copenhague            | -                 |                  |                  |
| 2024/25          | Conference League | Fase Liga        | FC Petrocub Hîncești     | -                 |                  |                  |

## Rivalidades
El Heart mantiene una tradicional rivalidad con su vecino del Hibernian, con quien protagoniza el derbi de Edimburgo, una de las rivalidades más antiguas en el mundo del fútbol. Graham Spiers lo ha descrito como "una de las joyas del fútbol escocés". Los equipos se enfrentaron por primera vez el día de Navidad de 1875, cuando ganó el Heart por 1-0, en el primer partido disputado por el Hibernian. Los dos clubes se convirtieron en los principales equipos de Edimburgo después de una lucha de cinco partidos de la Copa de Fútbol de Edimburgo en 1878, que finalmente ganaron los Hearts con una victoria por 3-2 después de cuatro empates consecutivos. Los clubes se han enfrentado dos veces en una final de Copa de Escocia, en la celebrada en 1896, que ganaron los Hearts 3-1, y la Copa de Escocia 2012, que volvieron a ganar los Jambos por 5-1. La final de 1896 también es notable por ser la única final de Copa de Escocia que se jugó fuera de Glasgow.
Los Hearts tienen el mejor récord en los derbis, con 273 victorias en 198 en 615 partidos. Aproximadamente la mitad de todos los derbis se han jugado en competiciones y amistosos locales. Los Hibs registraron su mayor victoria en un derbi en partido oficial cuando ganaron 7-0 en Tynecastle el día de Año Nuevo de 1973. El mayor triunfo del Heart fue victoria en un partido el 12 de agosto de 1893 por 10-2.
Si bien se ha observado que el trasfondo religioso está detrás de la rivalidad, ese aspecto está "silenciado" y es un "pálido reflejo" del sectarismo de Glasgow. Aunque los clubes son rivales ineludibles, la rivalidad es principalmente "de buen carácter", y ha tenido efectos beneficiosos. Los aficionados de los dos equipos se mezclan en los derbis de Edimburgo antes de que cada uno vaya a la zona indicada para ambas aficiones, mientras que la presencia de familias mixtas en un día de derbi en ambos estadios es muy común.